# Dagali Museum
Dagali Museum ist ein kleines Freilichtmuseum in Dagali in der Gemeinde Hol in der norwegischen Provinz Buskerud.
Initiator und Gründer des Museums war Gunnar Steensen (1870–1970). Auf ihn geht die Sammlung historischer Gebäude des heutigen Dagali Museum zurück. Zehn Gebäude (einschließlich Almen) stellen die Volkskultur dieser Gegend im 18. und 19. Jahrhundert dar. 1947 übertrug Steensen der Gemeinde Dagali seine Sammlung aus Gebäuden sowie Museumsgut von Dagali, Skurdal, Tunhovd und Uvdal.
Das Museum ist heute eine Zweigstelle des Hallingdal Museums.